# Trebuchet

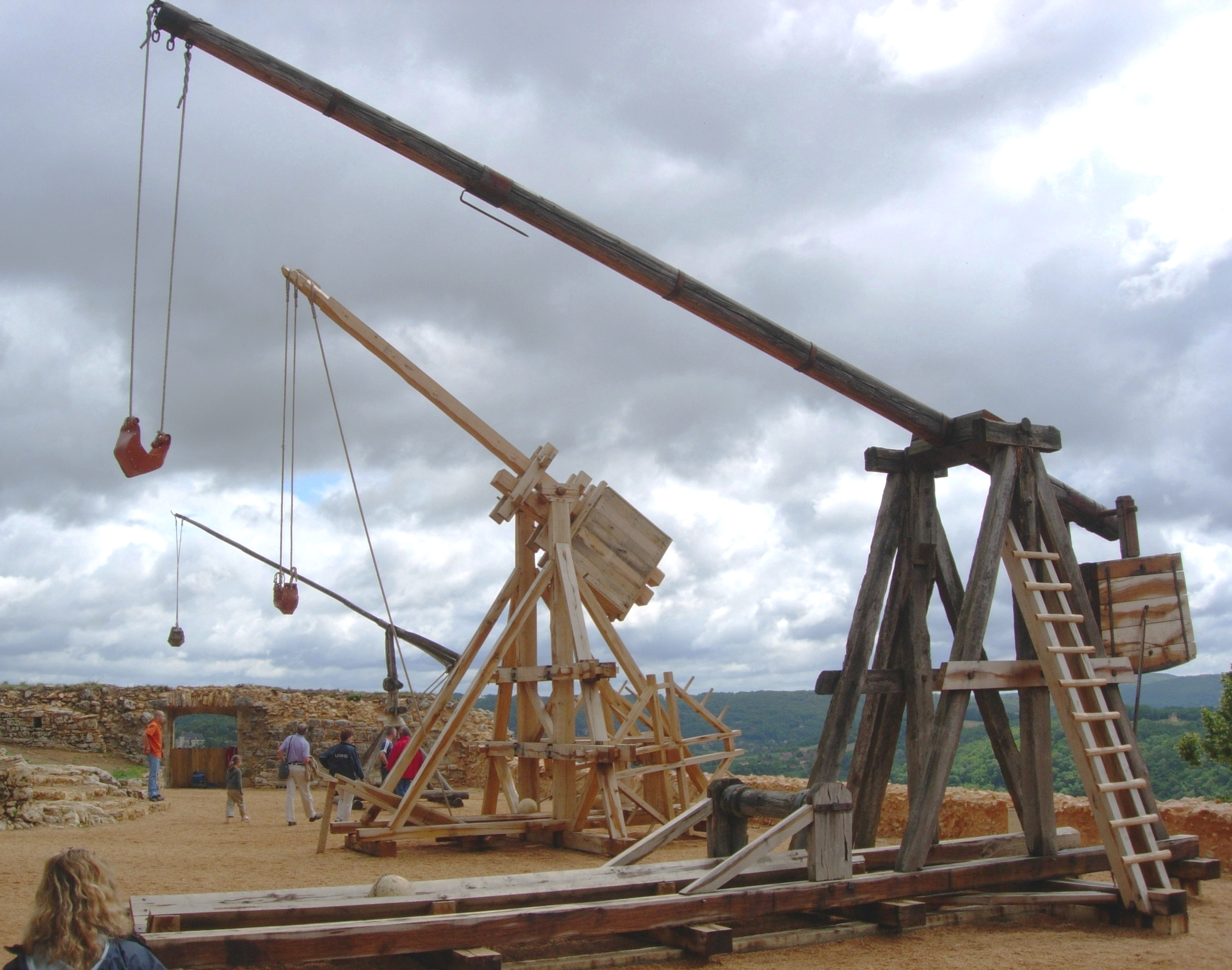
Trei trebuchete într-o fortăreață medievală din Franța.

Un trebuchet este o mașină de asediu folosită în Evul Mediu. Acesta mai este numit uneori catapultă cu contragreutate, deoarece este construită pe principiul contragreutății.
Trebuchetul a apărut în secolul al XII-lea, atât în Europa, cât și în Lumea arabă. Se spune că un trebuchet cu o greutate de 160 kg poate arunca un proiectil pe o distanță de 350 metri.
Începând cu secolul al XVI-lea, aceste aparate nu au mai fost utilizate, în schimb au fost folosite tunurile ce erau mult mai eficiente datorită prafului de pușcă descoperit în a doua jumătate a secolului al XIII-lea.
Trebuchete se împart în două categorie:
- Trebuchete manuale (au apărut prima dată în China în secolul al V-lea î.Hr, și proiectilele erau lansate cu ajutorul unor frânghii de care trăgeau soldați);
- Trebuchetele cu contragreutate (au apărut prima dată în Imperiul Bizantin în secolul al XII-lea, și proiectilele erau lansate cu ajutorul unei greutăți ce se aflau în locul frânghiilor (adică la capătul opus al pârghiei).